# 切り賃
切り賃（きりちん）は、近代まで使われていた囲碁のルールの一つ。今日では使われていない。
ルールは「生きるための目を地に数えない」というもので、現代でいう2目の生きは、切り賃ルールのもとでは0目の地となり、20目の地は18目の地として計算される。中国のある時代においては、切り賃が1目のときもあった。
一回相手の石を切るたびに二目もらえるので「切り賃」と呼ばれる。
大西研也は、地の理解に一定の棋力が必要なことや切り賃の存在などから、初期の囲碁は純碁のように自分の地を埋めていく作業が必要だったが、面倒になったことで切り賃が導入され、さらに囲碁の技術が向上すると地への意識が高まり切り賃が使われなくなったと推測している。